# Bahnhof Altefähr
Der Bahnhof Altefähr ist der Bahnhof der Gemeinde Altefähr auf Rügen. Von Stralsund aus ist er die erste Station auf Rügen. Bis 1967 begann hier eine Strecke der Rügenschen Kleinbahn nach Putbus.

## Lage
Der Bahnhof liegt etwa einen Kilometer südöstlich des Ortskerns von Altefähr. Der Strelasund ist ungefähr 200 Meter entfernt. Der nächste Bahnhof am Festland ist Stralsund Rügendamm, etwa drei Kilometer entfernt, auf der Insel, sechs Kilometer entfernt, der Haltepunkt Rambin. Die Bundesstraße 96 und die Landstraße 29 grenzen an die Betriebsstelle.

## Geschichte
Der ursprüngliche Fährbahnhof, der damals noch den Namen Altefähre trug, befand sich nordöstlich der heutigen Station. Am 1. Juli 1883 ging der Bahnhof mit der Eröffnung der Bahnstrecke nach Sassnitz in Betrieb. Es gab zunächst zwei Fährbecken und Verlademöglichkeiten für den Personen- und Güterverkehr. Insgesamt verfügte die Betriebsstelle über drei Gleise, einen Bahnsteig, ein Empfangsgebäude und ein weiteres Gebäude. Auch ein Lokschuppen mit Drehscheibe war vorhanden.
1896 wurde der Schmalspurbahnhof eröffnet, der sich östlich neben dem Normalspurbahnhof befand. Die Überfahrt über den Strelasund dauerte mit dem Schiff etwa 40 Minuten. Zur besseren Verbindung entstand der Plan, die Fährlinie durch einen Eisenbahndamm zu ersetzen. Die Reichsbahndirektion Stettin verlegte mit dem Bau des Rügendamms den Normalspurbahnhof. Der neue Bahnhof liegt wegen der Höhe des Rügendamms vier Meter höher als seine Umgebung. Um die Bahnsteige erreichen zu können, wurde eine Treppe errichtet. Am 5. Oktober 1936 wurde der Verkehr über den Damm aufgenommen. Auch der Schmalspurbahnhof musste weiter östlich und etwas höher neu gebaut werden, da der Damm teilweise über das bisherige Bahnhofsgelände verlief.
Besondere Bedeutung kam dem Bahnhof nach der Sprengung der Ziegelgrabenbrücke und des Dammes am 1./3. Mai 1945 zu. Alle Güter und Personen mussten wieder über die alten Fähranleger trajektiert werden. Auch die Schmalspurbahn erhielt ein provisorisches Gleis entlang der Straße zum alten Fähranleger. Nachdem eine provisorische Brücke eingesetzt worden war, lief der Eisenbahnverkehr ab 15. Oktober 1947 wieder über den Damm.

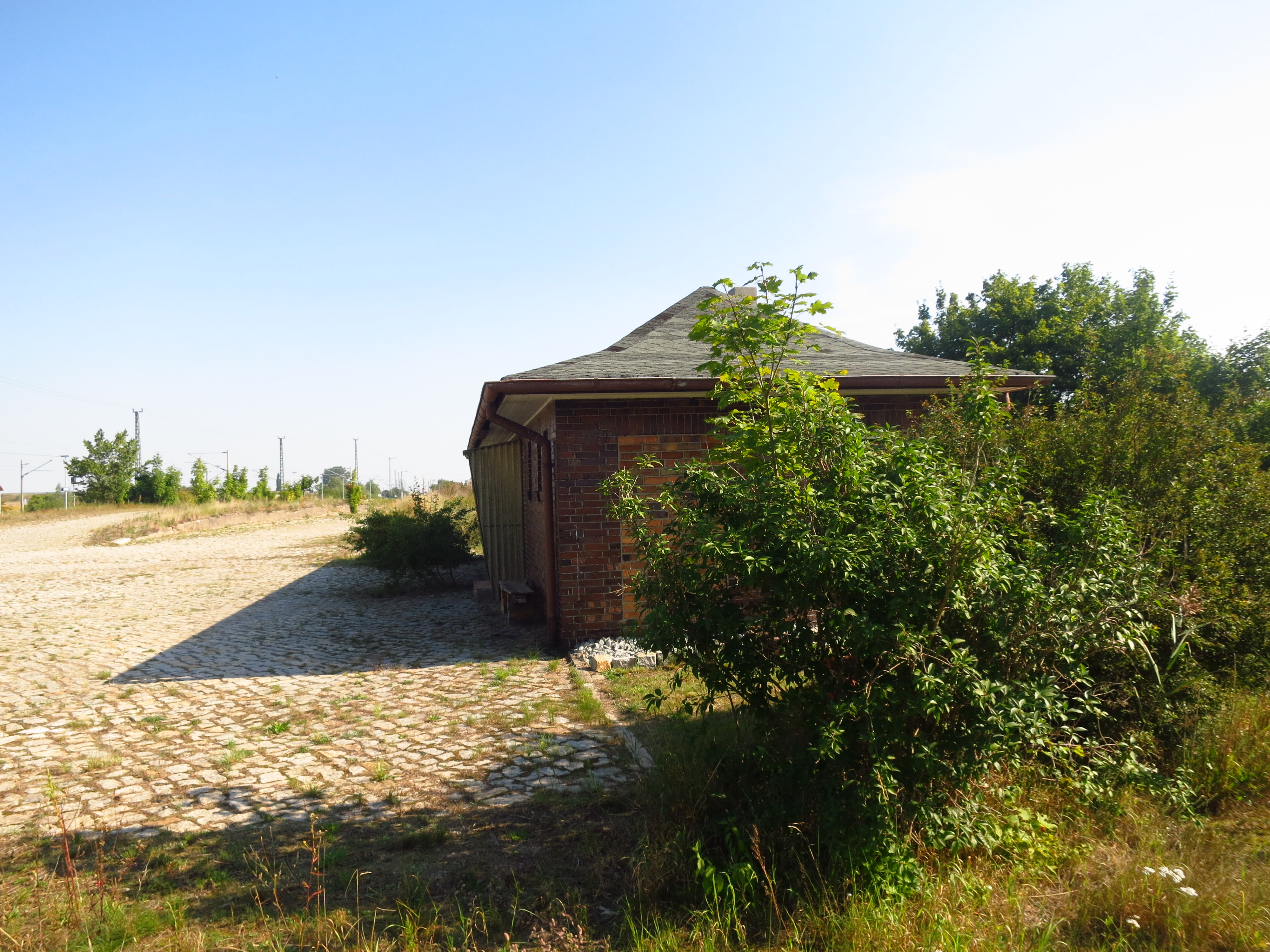
Früheres Empfangsgebäude der Schmalspurbahn und Ladestraße

Zu DDR-Zeiten war Altefähr ein Güterumschlagspunkt für Holz. Größere Bedeutung bekam der Bahnhof als Auffangbahnhof am Ende der eingleisigen Strecke der Strelasundquerung. Am 23. September 1967 wurde die Schmalspurstrecke nach Putbus stillgelegt. Anschließend wurde sie – abgesehen vom Empfangsgebäude des Schmalspurbahnhofs – zurückgebaut. 1989 wurde die Strecke nach Sassnitz elektrifiziert.
Nach der Wende fanden zunächst keine umfangreicheren Umbauten statt. Doch der Fährverkehr in Sassnitz und Mukran nahm deutlich ab. Aus diesem Grund waren Güter- und Ausweichgleise in Altefähr nicht mehr notwendig, so dass die Gleise 3, 4 und 5 stillgelegt und um 2005 teilweise entfernt wurden.

## Anlagen

### Bahnsteige und Gleise

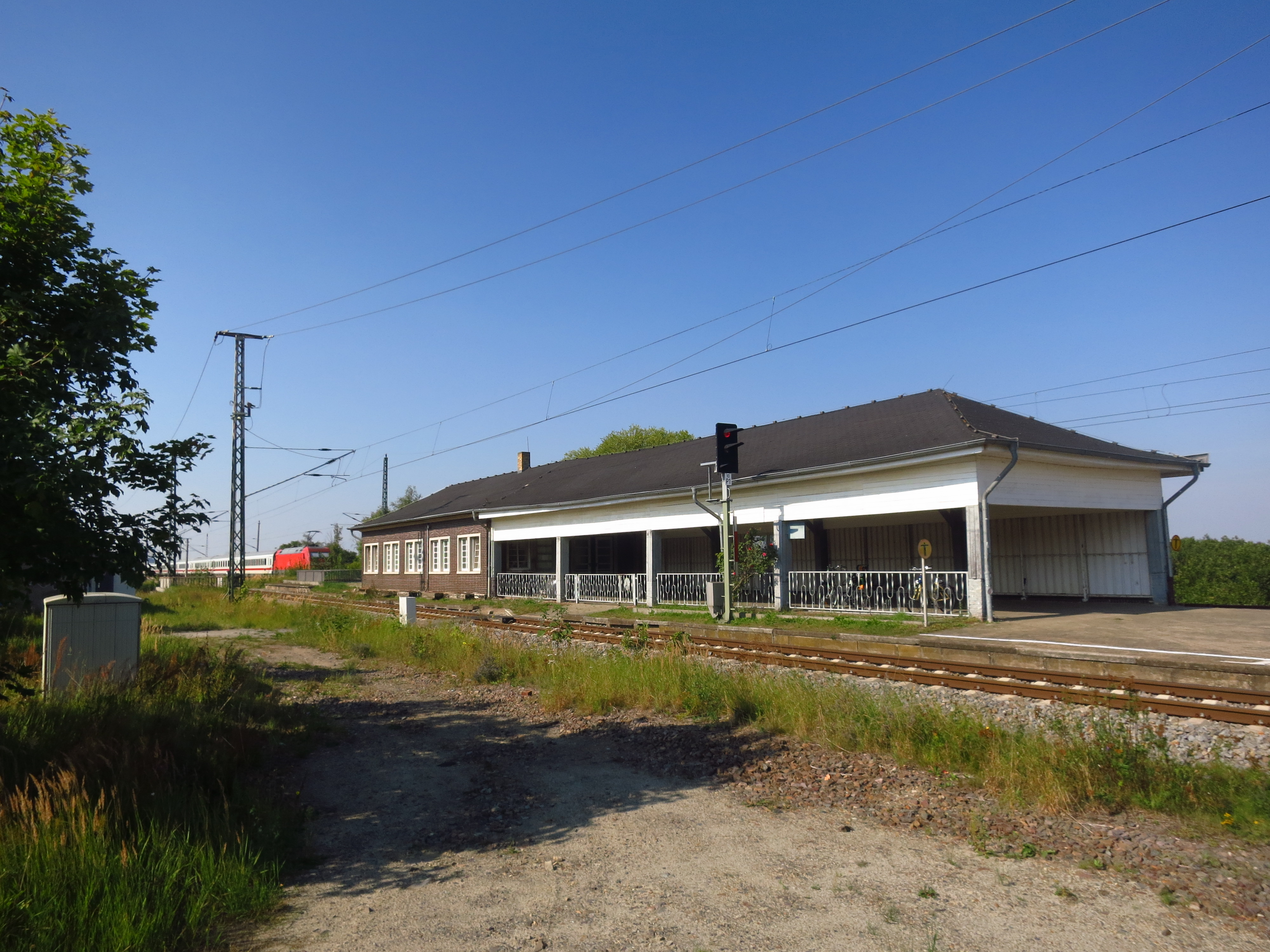
Empfangsgebäude mit Zugang zum Regelspurbahnsteig

Im Bahnhof der Normalspurbahn wurden zwischen den Gleisen 1 und 2 ein Mittelbahnsteig errichtet. Zudem gab es auch noch einen weiteren Außenbahnsteig, der später wieder abgebaut wurde. Auch neue Güter- und Verladegleise entstanden. Auch der Schmalspurbahnhof gegenüber verfügte über mehrere Gleise. Er hatte aber nur ein Bahnsteiggleis. Außerdem war dort noch ein eigenes Empfangsgebäude und ein Lokschuppen vorhanden.

### Empfangsgebäude
Das Empfangsgebäude liegt zwischen den Gleisen. Hier gab es ein Stellwerk und die Räume des Dienstvorstehers.

### Altes Bahnhofsgebäude
Das alte Bahnhofsgebäude lag westlich des heutigen Bahnhofs am Strelasund. Nach dem Bau des Rügendamms wurde das Gebäude für verschiedene Zwecke genutzt. Im April/Mai 2014 wurde es abgerissen, obwohl in Erwägung gezogen wurde, es in die Denkmalliste aufzunehmen. Die Untere Denkmalschutzbehörde des Landkreises versuchte daraufhin, strafrechtlich gegen den Eigentümer vorzugehen.

### Sicherungstechnik
Bis 2007 befanden sich in Altefähr zwei Stellwerke. Das Stellwerk für den Fahrdienstleiter (Alf, später B1) war im Empfangsgebäude beherbergt, das Wärterstellwerk (Ant, später W2) an der Ausfahrt in Richtung Samtens. 2007 wurde die Sicherungstechnik modernisiert und die Strecke verfügt seitdem über ein elektronisches Stellwerk. Seit November 2024 wird Altefähr aus Bergen ferngesteuert.

### Schmalspurbahnhof

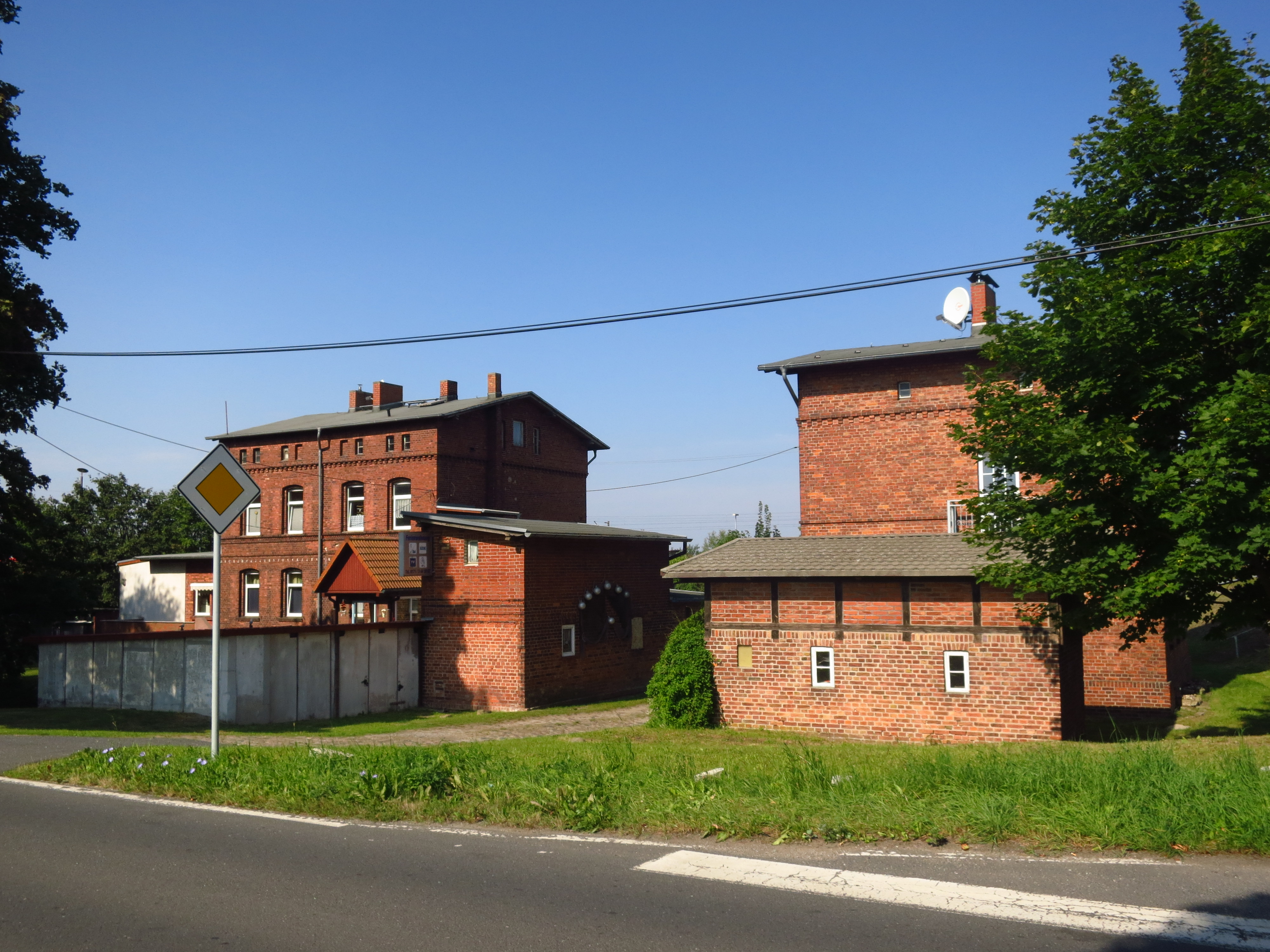
Denkmalgeschütztes Dienstgebäude (rechts) der Schmalspurbahn südöstlich des Bahnhofs

Nach dem Bau des Rügendamms entstand der neue Schmalspurbahnhof südöstlich der Regelspuranlagen. Die Überladegleise lagen ganz im Nordosten des Bahnhofs. Es gab auch ein Gleis zur Ladestraße des Normalspurbahnhofs. Nach Einstellung des Betriebes wurden die Gleisanlagen beseitigt. Das kleine 1936 errichtete Empfangsgebäude der Schmalspurbahn (Am Bahnhof 10) blieb erhalten, steht aber ebenso leer wie der ebenfalls 1936 gebaute zweigleisige Lokschuppen (Am Bahnhof 14). Beide Gebäude stehen ebenso wie ein ehemaliges Beamtenwohnhaus (Am Bahnhof 5) unter Denkmalschutz.

## Anbindung
Altefähr wird stündlich durch die Regional-Express-Linie RE 9 bedient, die von Stralsund nach Sassnitz bzw. Binz verkehrt. Alle 120 Minuten beginnen ihre Fahrten bereits in Rostock.